# Samuel Eilenberg
Samuel Eilenberg (Varsavia, 30 settembre 1913 – New York, 30 gennaio 1998) è stato un matematico polacco di nascita, di discendenza ebraica. Divenuto cittadino statunitense, la maggior parte della sua carriera come docente della Columbia University.

## Biografia
Eilenberg ottenne un dottorato di ricerca dall'Università di Varsavia nel 1936, con una dissertazione preparata sotto la supervisione di Karol Borsuk. 
Il suo interesse principale era la topologia algebrica. Insieme a Norman Steenrod ha contribuito al trattamento assiomatico della teoria dell'omologia; dai loro nomi viene il termine assiomi di Eilenberg-Steenrod.
A lui e a Saunders Mac Lane si deve lo sviluppo dell'algebra omologica. Lavorando su questo argomento, Eilenberg e Mac Lane hanno creato la teoria delle categorie. 
Eilenberg ha preso parte degli incontri del gruppo Nicolas Bourbaki e, con Henri Cartan, nel 1956 ha scritto il testo Homological Algebra, libro diventato un classico. 
Nell'ultima parte della sua vita ha lavorato soprattutto sulla teoria delle categorie pura, della quale era stato uno dei fondatori. Il termine raggiro di Eilenberg (Eilenberg swindle, o telescopio) denota una  costruzione che applica l'idea della cancellazione telescopica ai moduli proiettivi.  
Eilenberg ha anche scritto un importante libro sulla teoria degli automi. In particolare, nel 1974 ha introdotto la X-machine, un particolare tipo di automa.
Eilenberg fu anche un esperto collezionista di arte asiatica. La sua collezione consisteva soprattutto  di piccole sculture e di altri manufatti provenienti da Indonesia, Pakistan, India, Nepal, Thailandia, Cambogia, Sri Lanka e Asia centrale. Nel 1991-1992 il Metropolitan Museum of Art di New York City ha ospitato un'esposizione di più di 400 pezzi che Eilenberg aveva donato al museo, intitolata The Lotus Transcendent: Indian and Southeast Asian Art From the Samuel Eilenberg Collection.

## Pubblicazioni scelte
- Samuel Eilenberg, Automata, Languages and Machines. ISBN 0-12-234001-9
- Samuel Eilenberg, Tudor Ganea,  On the Lusternik-Schnirelmann category of abstract groups, Annals of Mathematics, 2nd Ser., 65 (1957), no. 3, 517 – 518.   MR 0085510
- Samuel Eilenberg, Saunders Mac Lane, "Relations between homology and homotopy groups of spaces", Annals of Mathematics 46 (1945), 480–509.
- Samuel Eilenberg, Saunders Mac Lane, "Relations between homology and homotopy groups of spaces. II", Annals of Mathematics 51 (1950), 514–533.
- Samuel Eilenberg e John C. Moore, Limits and spectral sequences, in Topology, vol. 1, n. 1, 1962,  pp. 1–23, DOI:10.1016/0040-9383(62)90093-9, ISSN 0040-9383 (WC · ACNP).
- Samuel Eilenberg, Norman E. Steenrod, Axiomatic approach to homology theory, Proc. Nat. Acad. Sci. U. S. A. 31, (1945). 117—120.
- Samuel Eilenberg, Norman E. Steenrod, Foundations of algebraic topology, Princeton University Press, Princeton, New Jersey, 1952. xv+328 pp.